# 小行星3060
小行星3060（3060 Delcano）是一颗绕太阳运转的小行星，为主小行星带小行星。该小行星于1982年9月12日发现。
該小行星以西班牙航海家胡安·塞巴斯蒂安·埃尔卡诺命名。

## 轨道参数
小行星3060的轨道半长轴为2.2779209 UA，离心率为0.177。